# Heinz-Joachim Rothenburg
Heinz-Joachim Rothenburg (* 9. dubna 1944, Luckenwalde, Braniborsko) je bývalý východoněmecký atlet, jehož hlavní disciplínou byl vrh koulí.
První úspěchy zaznamenal v roce 1969, kdy získal bronzovou medaili na posledním ročníku evropských halových her v Bělehradu a stříbro na mistrovství Evropy v Athénách. O rok později získal na prvním halovém ME ve Vídni stříbrnou medaili, když nestačil jen na krajana Hartmuta Briesenicka. Stříbrný skončil také na evropském šampionátu v Helsinkách 1971.
V roce 1972 se na halovém ME ve francouzském Grenoble umístil na čtvrtém místě a reprezentoval na letních olympijských hrách v Mnichově, kde obsadil ve finále výkonem 19,74 m jedenácté místo.
Z halového ME v Göteborgu 1974 si odvezl stříbrnou medaili, když prohrál s britským koulařem Geoffem Capesem. Bronz zde mj. získal československý koulař Jaroslav Brabec. V roce 1976 na letních olympijských hrách v Montrealu skončil desátý.